# 内山知也
内山 知也（うちやま ちなり、1926年11月15日 - 2018年7月29日）は、日本の漢文学者、筑波大学名誉教授。斯文会常務理事、漢字文化振興会常務理事。

## 経歴
出生から修学期
1926年、新潟県生まれ。東京文理科大学漢文学専攻で学んだ。卒業後は同大学研究科へ進んだが、太平洋戦争の戦局悪化により応召し、1945年に復学。
中国古典文学研究者として
その後は、新潟大学教育学部講師に着いた。大東文化大学助教授・教授を経て、1976年より筑波大学教授となった。1980年に学位論文『隋唐小説研究』を筑波大学に提出して文学博士号を取得。1992年に筑波大学を定年退官し、名誉教授となった。同年より大東文化大学教授となり、1997年に退職した。学界では斯文会常務理事、漢字文化振興会常務理事を務めた。2018年に死去。

## 研究内容・業績
専門は漢文小説。

## 著作

### 著書
- 『隋唐小説研究』木耳社 1977
- 『明代文人論』木耳社 1986
- 『藍沢南城：詩と人生』東洋書院 1994
- 『良寛詩草堂集貫華』春秋社 1994
- 『十八史略のことば』斯文会 2002
- 『新釈漢文大系 別巻 漢籍解題事典』明治書院 2013

共編著
- 『杜甫詩ノオト』堀辰雄著、編、木耳社 1975
- 『中国小説小事典』佐藤一郎共編著、高文堂出版社(中国文化全書) 1990
- 『中国文学のコスモロジー』編、東方書店 1990
- 『湯島聖堂と江戸時代』本田哲夫共編、斯文会 1990
- 『定本良寛全集』(全3巻) 谷川敏朗・松本市壽共編、中央公論新社 2006-2007

訳書
- 『唐代小説選註』編、大東文化大学東洋研究所 1970
- 『中国詩文選』原田種成共著、桜楓社 1973
- 『甲骨文墨場必携 集殷虚文字楹帖彙編』羅振玉著 訳註　木耳社 1986
- 『文選抄 和刻本六臣註』原田種成共編、汲古書院 1993
- 『鄭板橋』監修 明清文人研究会編著、芸術新聞社 1997
- 『新編中国詩文選』鷲野正明・河内利治共編、白帝社 1999
- 『徐文長』監修、明清文人研究会編著、白帝社 2009

記念論集
- 『中国文人論集』内山知也博士古稀記念会編、明治書院 1997

## 参考
- 鷲野正明2018「内山知也先生を偲んで」『斯文』133,110-112頁.